# ایموجن هلست
ایموجن هلست (انگلیسی: Imogen Holst; ۱۲ آوریل ۱۹۰۷ – ۹ مارس ۱۹۸۴) آهنگساز، تنظیم کننده، رهبر ارکستر، معلم، موسیقی‌شناس و مدیر جشنواره بریتانیایی بود. او که تنها فرزند آهنگساز گوستاو هولست است، به‌ویژه برای کارهای آموزشی در دارتینگتون هال در دهه ۱۹۴۰ و برای ۲۰ سال مدیریت هنری مشترک جشنواره آلدبورگ شناخته شده‌است. او علاوه بر آهنگسازی، زندگینامه، مطالب آموزشی فراوان و چندین کتاب در مورد زندگی و آثار پدرش نوشت.
هولست از سنین جوانی استعدادی شکوفا در آهنگسازی و اجرا از خود نشان داد. پس از حضور در مدرسه ایوتن و مدرسه دخترانه سنت پل، او وارد کالج سلطنتی موسیقی شد. در آنجا مهارت‌های خود را به عنوان رهبر ارکستر پرورش داد و جوایز بسیاری را برای آهنگسازی دریافت کرد.
هلست که به دلایل سلامتی قادر به پیگیری جاه طلبی‌های اولیه خود برای پیانیست یا رقصنده شدن نبود، بیشتر دهه ۱۹۳۰ را به تدریس و به عنوان یک سازمان دهنده تمام وقت برای انجمن رقص و آهنگ محلی انگلیسی گذراند. این وظایف فعالیت‌های آهنگسازی او را کاهش داد، اگرچه او ترتیبات زیادی برای آهنگ‌های محلی انجام داد. پس از خدمت به عنوان یک سازمان دهنده برای شورای تشویق موسیقی و هنر در آغاز جنگ جهانی دوم، در سال ۱۹۴۲ او شروع به کار در دارتینگتون کرد. او در نه سال زندگی در آنجا، دارتینگتون را به عنوان مرکز اصلی آموزش و فعالیت موسیقی تأسیس کرد.
در اوایل دهه ۱۹۵۰، هلست دستیار موسیقی آهنگساز، نوازنده پیانو و رهبر ارکستر بنجامین بریتن شد، به آلدبورگ نقل مکان کرد و شروع به کمک به سازماندهی جشنواره سالانه آلدبورگ کرد. در سال ۱۹۵۶ او مدیر هنری مشترک جشنواره شد و در طی ۲۰ سال بعد به آن کمک کرد تا در زندگی موسیقی بریتانیا جایگاه برتری پیدا کند.
در سال ۱۹۶۴ او کار خود را به عنوان دستیار بریتن رها کرد تا حرفه آهنگسازی خود را از سر بگیرد و بر حفظ میراث موسیقی پدرش تمرکز کند. موسیقی خود او به‌طور گسترده‌ای شناخته شده نیست و مورد توجه انتقادی کمی قرار گرفته‌است. بسیاری از آن منتشر و اجرا نشده‌است. اولین ضبط‌های اختصاص داده شده به آثار او که در سال‌های ۲۰۰۹ و ۲۰۱۲ منتشر شد، به گرمی مورد استقبال منتقدان قرار گرفت. او در سال ۱۹۷۵ به عنوان CBE منصوب شد و افتخارات علمی متعددی دریافت کرد. او در آلدبورگ درگذشت و در حیاط کلیسای آنجا به خاک سپرده شد.

## زندگی
ایموجن هولست در ۱۲ آوریل ۱۹۰۷ در خیابان گرنا ۳۱، ریچموند، شهری کنار رودخانه در غرب لندن به دنیا آمد.  پدر او گوستاو تئودور هولست، آهنگساز مشتاقی بود که در آن زمان به عنوان معلم موسیقی کار می‌کرد. مادرش ایزوبل، خواهرزاده هریسون بود. خانواده هولست، با نسب مختلط سوئدی، آلمانی و لتونیایی، از سال ۱۸۰۲ در انگلستان بودند و چندین نسل موسیقیدان بودند. 
گوستاو از این سنت خانوادگی پیروی کرد. هنگامی که در کالج سلطنتی موسیقی (RCM) تحصیل می‌کرد، با ایزوبل هریسون آشنا شد که در یکی از گروه‌های کر آماتوری که او رهبری می‌کرد آواز می‌خواند. او بلافاصله جذب او شد و در ۲۲ ژوئیه ۱۹۰۱ ازدواج کردند 
گوستاو هولست در حالی که تلاش می‌کرد خود را به عنوان آهنگساز معرفی کند، ابتدا به عنوان ترومبونیست ارکستر و بعداً به عنوان معلم کار کرد. در سال ۱۹۰۷ او در مدرسه دخترانه جیمز آلن در دالویچ و مدرسه دخترانه سنت پل (SPGS) در هامرسمیت، جایی که مدیر موسیقی بود، به تدریس مشغول شد. از سال ۱۹۰۷ او به عنوان مدیر موسیقی در کالج مورلی، یک مرکز آموزش بزرگسالان در منطقه واترلو لندن، فعالیت کرد.
هنگامی که ایموجن هنوز خیلی کوچک بود، خانواده از ریچموند به خانه کوچکی در نزدیکی بارنز نقل مکان کردند که آن را از یکی از اقوام اجاره کرده بودند. خاطرات اصلی ایموجن از این خانه مربوط به کار پدرش در اتاق آهنگسازی او در طبقه آخر بود که بازدید از آن ممنوع بود. 